# Бражник малый винный
Бражник малый винный, или бражник малый розовый, бражник розовый, (Deilephila porcellus) — бабочка из семейства бражников (Sphingidae).

## Этимология
Этот бражник получил видовое название «porcellus», что в переводе с латыни означает «поросенок», за свою розовую окраску.

## Описание

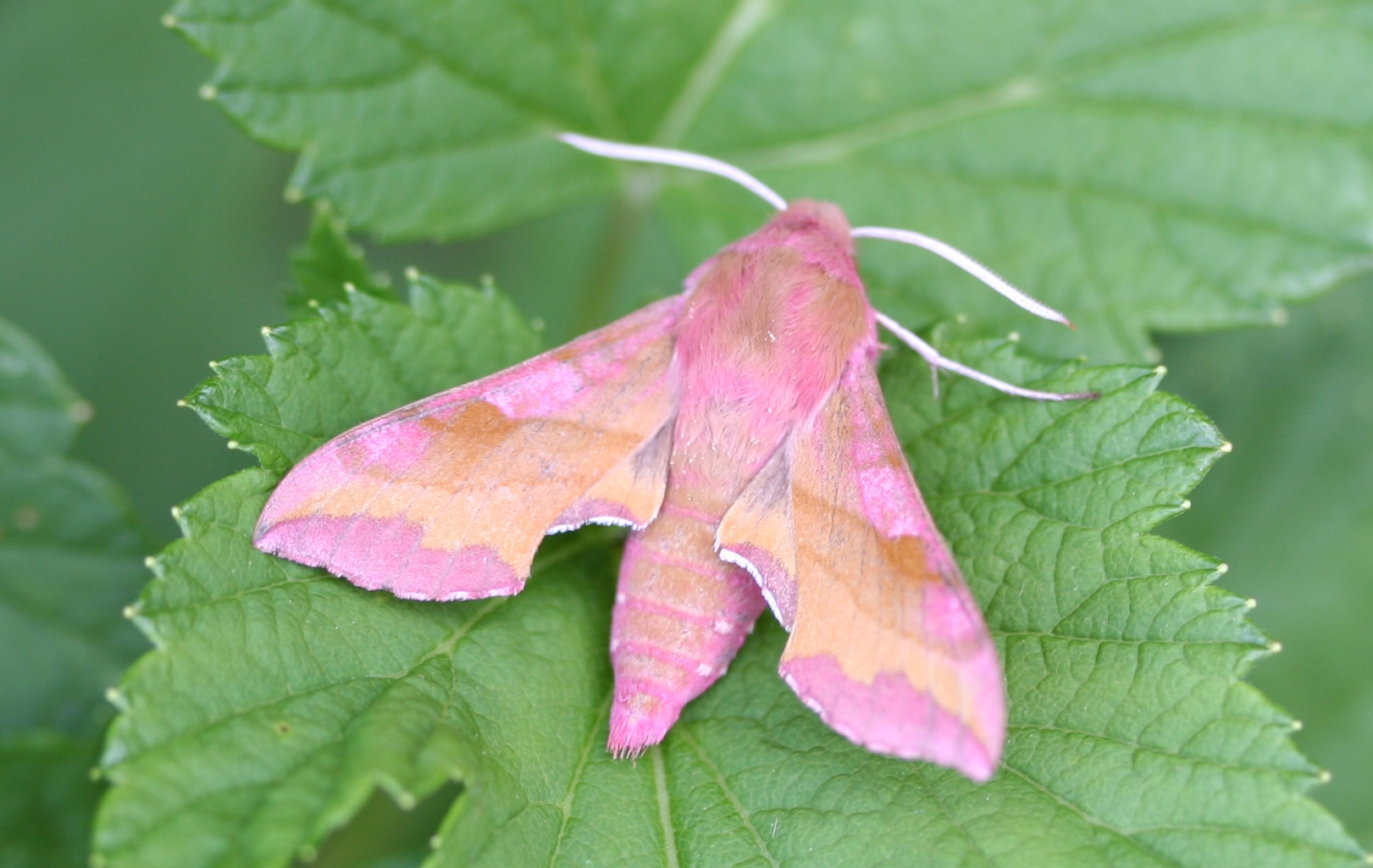

Размах крыльев 40—62 мм. Цвет передних крыльев и тела розово-жёлтый с буроватыми узкими поперечными перевязями. Задние крылья розового цвета с жёлтой каймой. Усики белые. В предгорьях Северного Кавказа обитает подвид с буро-жёлтой окраской крыльев.

## Ареал
Ареал охватывает Европу, Северную Африку, Северо-Западный Китай, европейскую часть России, Кавказ, Среднюю Азию, Казахстан, Сибирь, на север до Якутска, Приамурье: Амурская область. В Крыму вид встречается повсеместно. Один из самых обычных видов бражников на юге России; на востоке ареала редок.

## Биология

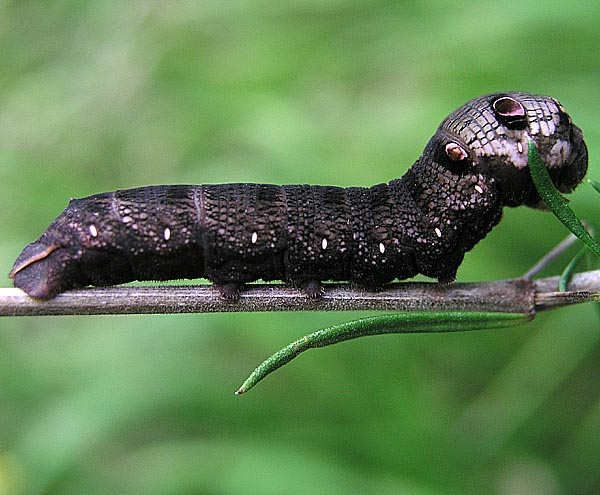
Гусеница

Дает два поколения за год: время лёта первого — май — июнь, второго — июль — август. Гусеница имеет глазчатый рисунок, как и у среднего винного бражника, но 2-е глазчатое пятно значительно меньше переднего. Рог на конце тела у гусеницы атрофирован. Гусеницы питаются ночью цветами и бутонами кормовых растений из рода Galium и Epilobium. При опасности гусеница раздувает глазчатый сегмент тела, если это не помогает, то имитирует смерть. Зимует куколка.